# Fedro Carlos Guillén
Fedro Carlos Guillén Rodríguez (Ciudad de México, 17 de octubre de 1959) es un escritor, científico y novelista mexicano. Es doctor en ciencias por la Facultad de Ciencias de la UNAM. Ha sido candidato a investigador nacional en el Sistema Nacional de Investigadores y es egresado del Programa de Estudios Avanzados en Desarrollo Sustentable y Medio Ambiente de El Colegio de México. Actualmente es profesor en la licenciatura de Sustentabilidad Ambiental en la Universidad Iberoamericana Campus Santa Fe.

## Estudios
Realizó sus estudios de licenciatura, maestría y doctorado en la UNAM. Su Tesis de licenciatura fue: Ataques Anfibios en cinco especies de culebras semiacuáticas: Manejo del problema de la refracción por parte de Especialistas y generalistas. En sus estudios de maestría publicó la Tesis de Grado: Selección de concha en el cangrejo ermitaño Coenobita compressus, en Isla Isabel Nayarit. Para sus estudios de Doctorado en Ciencias publicó la Tesis de Grado: Creación de un modelo de enseñanza para biología. Realizó también el Programa de Estudios Avanzados en Desarrollo Sustentable y Medio Ambiente (LEAD-MÉXICO) de El Colegio de México.

## Trayectoria profesional
Ha participado en diversos proyectos educativos como la creación del Museo de las Ciencias, y en la coordinación general del equipo que elaboró los planes y programas de ciencias naturales para primaria y biología para secundaria en el marco de la reforma educativa propuesta por la SEP en 1993. Se desempeñó como Director de Educación Ambiental de la Secretaría de Medio Ambiente, Recursos Naturales y Pesca entre 1995 y 1997. En 1998 fue nombrado Director Ejecutivo de la Unidad de Participación Social, Enlace y  Comunicación del Instituto Nacional de Ecología y en el año 2000 ocupó el cargo de director general de Ordenamiento Ecológico e Impacto Ambiental en la misma institución. En el período 2000-2006 fue director general de Bosques Urbanos y Educación Ambiental, órgano de la Secretaría de medio Ambiente del Gobierno del Distrito Federal. En marzo de 2007 fundó el Centro de Especialistas en Gestión Ambiental S.C., espacio en el que realizó labores de consultoría ambiental y que a la fecha ha realizado trabajos para SEDESOL, GDF, el Instituto Nacional de Ecología, la Secretaría de Educación Pública, el IMTA, Conafor, Banco Mundial, entre otros. Fue Director de la Revista de Investigación Ambiental, del Instituto Nacional de Ecología. En 2017 fundó el despacho FCG Consultores que realizó el Plan Maestro para el Centro Cultural y Ambiental Parque del Federalismo "El Batán", así como la producción de guiones para la serie de movilidad "En Tránsito". Así mismo, en 2018, elaboró el "Guión de contenidos" del Museo de Historia Natural de la Ciudad de México, así como la elaboración del libro "La Transformación de Nuestro Bosque" para el gobierno de la Ciudad de México y el Plan Maestro de áreas verdes de la ciudad de Monterrey.

## Reconocimientos
Obtuvo la beca de la Rockefeller Foundation para el programa Leadership for Environment and Development en el Colegio de México.
En 2012 obtuvo el tercer lugar a la mejor novela en el Certamen Internacional de letras Sor Juana Inés de la Cruz. Fue Presidente del Consejo Directivo del Centro Mexicano de Protección y Fomento a los Derechos de Autor S.G.C..
En el año 2017 obtuvo con su obra "Naturalia Urbana" la mención honorífica en el Premio Ciudad y Naturaleza José Emilio Pacheco convocado por la Universidad de Guadalajara en el marco de la Feria Internacional del Libro.
El 16 de noviembre de 2022 le fue otorgada  la Medalla al Mérito Profesional en Ciencias Biológicas por la Federación Mexicana de Colegios de Biólogos

## Cuerpos académicos
Obtuvo el Apoyo para el Programa en Desarrollo Sustentable y Medio Ambiente. Otorgado por Rockefeller Foundation. Fue candidato a Investigador Nacional, por el Sistema Nacional de Investigadores. A su vez obtuvo la Beca para el Diplomado en Ecología, Gestión Ambiental y Desarrollo Sustentable, otorgado por la SEMARNAP. Ha sido consultor de La Universidad Nacional de Costa Rica de la ONU y ha participado en diversos encuentros internacionales sobre Medio Ambiente. Ha participado como ponente y consultor en diversos foros nacionales e internacionales  y ha ejercido labor docente en la UNAM, la Universidad Iberoamericana, la Universidad Autónoma de Baja California y el Instituto Nacional de Administración Pública y el Colegio de México.

## Obras y publicaciones
El doctor Guillén es autor de treinta libros de divulgación y narrativa así como diversos artículos sobre asuntos ambientales y problemas educativos y tiene capítulos en tres libros más. Entre los que se encuentran:
ENSAYO
- "Tengo otros datos". Ed. Lectorum  Primera edición 2020.[8]
- “Ciencia, anticiencia y sus alrededores. Ensayos para alimentar la curiosidad." Ed. Debate.[9]
- “¿Adolescente? eres un mutante. Disfrútalo.“ Ed. Planeta, año de publicación 2015.[10]
- “Tres veces te engañé…sobre la infidelidad” Ed. B, Primera edición 2014.[11]
- “Digresiones con resortera” Ed. Lectorum, Primera edición 2004.[12]
- “Crónica alfabética del nuevo milenio”. Ed. Paidós, Primera edición 2003.[13]
- “La sala oscura: sobre cine, películas y espectadores” Ed. Paidos, Primera edición 2002.[14]
- “Crónicas de la imbecilidad” Ed. Pangea. Primera edición 1999.[15]

NOVELA
- “La traición de Bertrand” Ed. Consejo editorial Edo Mex, primera edición 2013[16]
- “Soñé con Rocío Durcal”. Ed. Random House, primera edición 2009[17][18]
- "La carta secreta de Darwin" Ed. Storyside, primera edición 2019[19]

LIBROS DE DIVULGACIÓN
- “La contaminación”. Ed. Consejo Nacional para la Cultura y las Artes. Primera edición 1999.[20]
- “Karl von Frisch: el señor de las abejas” Ed. Pangea. Primera edición 1996.[21]
- “Alfred Rusell Wallace: el científico que creía en los fantasmas”. Ed. Pangea. Primera edición 1996.

LIBROS DE TEXTO Y MATERIALES EDUCATIVOS
- "Federico y la caja: Que no era fuerte pero sabía de ciencia y Ecología". Ed. Lectorum, primera edición 2009.[22]
- "El Libro de las excepciones". Ed. Castillo, primera edición 2008.[23]
- "Biología 1". Ed. Santillana. Primera edición 2006.[24]
- "México: Recursos Naturales". Ed. Santillana, primera edición 2002.[25]
- "Contaminación: causas y soluciones". Ed. SEP, primera edición 2003.[26]
- "Medio ambiente: tu participación cuenta". Ed. SEP, primera edición 2003.[27]
- "Biología 1". Ed. Pearson, primera edición 2002.
- "Biología 2". Ed. Pearson, primera edición 2002.
- "Educación Ambiental". Ed. Nuevo México, primera edición 1998.[28]
- "Guía para el taller de maestros de biología". Secretaría de Educación Pública. Primera Edición 1995.
- "Biología para jóvenes II". Editorial Esfinge, primera edición 1993.[29]
- "Biología para jóvenes I". Editorial Esfinge. Primera edición 1993.[30]
- "La Geografía y sus territorios". Editorial Esfinge. Primera edición 1992.[31]

Fedro Guillén ha sido articulista en prácticamente todos los medios de circulación nacional. Asimismo participó con un comentario semanal, durante 7 años, en la sección “Conciencia” en el 107.9 del IMER. En septiembre de 2018 inició la novela por entregas "La carta secreta de Darwin" en el periódico Excelsior. Desde el año 2018 mantiene la sección de ciencia en Radio Ibero 90.9 FM